# Ectropis nigerrima
Ectropis nigerrima är en fjärilsart som beskrevs av Carl Lebrecht Udo Dammer 1932. Ectropis nigerrima ingår i släktet Ectropis och familjen mätare. Inga underarter finns listade i Catalogue of Life.